# Protosticta khaosoidaoensis
Protosticta khaosoidaoensis – gatunek ważki z rodziny Platystictidae.